# Dile al Sol
Albums de La Oreja de Van Gogh
El Viaje de Copperpot
Dile al Sol (Dis-le au Soleil) est le premier album de La Oreja de Van Gogh, sorti en 1998.

## Titres
1. El 28  (Le 28) 2:48
2. Cuéntame al oído  (Raconte-moi à l'oreille) 3:10
3. Pesadilla (Cauchemar) 4:18
4. La Estrella y la Luna (L'Étoile et la Lune) 3:46
5. Viejo Cuento (Vieille Histoire) 5:05
6. Dos Cristales (Deux Cristaux) 4:24
7. Lloran Piedras (Pleurent des pierres) 4:04
8. Qué puedo pedir (Que puis-je demander) 3:01
9. Dile al Sol (Dis-le au Soleil) 3:36
10. El Libro (Le Livre) 3:45
11. La Carta (La Lettre) 2:40
12. Soñaré (Je rêverai) 3:34